# Villa des Mystères
Pour les articles homonymes, voir Villa des mystères.
La Villa des Mystères est une villa romaine antique située à 300 m de la porte d'Herculanum, du mur nord de la cité antique de Pompéi et à 350 m de la porte de Pompéi la plus proche. De caractère suburbain, elle fut enterrée à la suite de l'éruption du Vésuve en 79. Retrouvée en 1909, la Villa des Mystères est une des villas les plus visitées du site de Pompéi. Elle est surtout connue pour la série de fresques sur fond rouge du triclinium interprétées comme illustrant un culte à mystères, d'où le nom courant de cet édifice, appelé dans un premier temps « Villa Item ».

## Histoire
La « Villa des Mystères » fut fouillée entre 1909 et 1910 par Giulio De Petra à la suite d'une simple excavation effectuée par le propriétaire du terrain sur lequel elle se trouvait. Une fouille archéologique plus approfondie fut réalisée entre 1929 et 1930 par Amedeo Maiuri, à la suite de l'expropriation du terrain par l'État italien. En 1931 furent rendues publiques quelques représentations en couleur figurant les fresques de la villa. La fouille complète de site n'a pas encore été terminée mais d'importants travaux de restauration et de conservation sont réalisés entre 2013 et 2015.
La villa fut construite au IIe siècle av. J.-C. et connut une période de splendeur durant le règne d'Auguste, pendant lequel elle fut agrandie et considérablement embellie. Il s'agissait d'une villa à otium dotée d'amples salles et de jardins suspendus dans une position panoramique, à proximité de la mer. On ignore le nom du propriétaire mais on connaît, d'après un sceau, celui du gardien pendant l'ère augustéenne : Lucius Istacidius Zosimus. Lors du tremblement de terre de 62, le jardin suspendu s'effondra avec la majeure partie de l'édifice qui fut alors transformé en villa rustique. On y ajouta différents outils agricoles dont un pressoir vinicole.

## Organisation

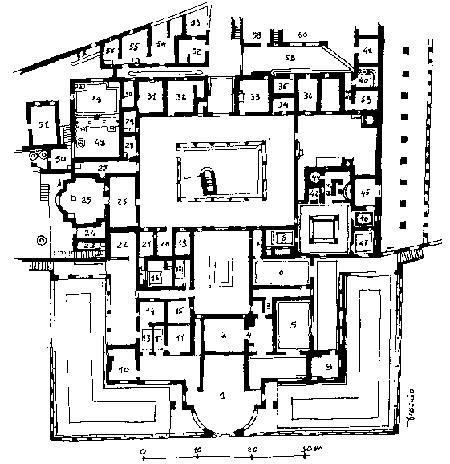
Plan

De plan carré, la villa se trouve sur une butte depuis laquelle on avait une vue panoramique de la baie de Naples. L'édifice s'appuyait en partie sur un terre-plein ; l'autre partie était soutenue par un cryptoportique formé d'une arcature utilisée comme dépotoir. L'entrée principale, qui reste en partie encore à creuser, se trouve le long d'une voie secondaire qui menait probablement à la voie des Tombes. Cette entrée est une exèdre, sorte de véranda donnant sur l'extérieur. Sur les côtés sont disposés des viridaria (terrasses avec jardin) et des arcades. Après le tremblement de terre de 62, cette entrée fut transformée en zone rustique et servile avec différents éléments destinés à la boulangerie, aux cuisines avec un four, un pressoir avec un tronc à tête de bélier et une cave à vin. Après l'entrée l'on trouve quatre pièces qui représentent le cœur de la zone de réception. Il s'agit d'un péristyle à seize colonnes doriques, construit entre 90 et 70 av. J.-C. L'atrium le plus grand, sans colonnes, est décoré de paysages du Nil avec un tablinum montrant des décorations picturales sur fond noir, avec de délicates miniatures (IIIe style) et une véranda en abside avec vue sur mer, construite au Ier siècle] et depuis laquelle on entre aujourd'hui dans la villa.
Sur les côtés se trouvent différents espaces dont un cubiculum. Au cours des travaux d'agrandissement de la villa, ceux-ci ont perdu leur décoration du deuxième style pour passer à des décors du troisième style. Le triclinium à grande frise et la zone thermale, démembrés après le tremblement de terre de 62, furent utilisés comme dépotoir et comme escalier vers l'étage supérieur où se trouvaient le péristyle et les pièces utilisées par les esclaves.

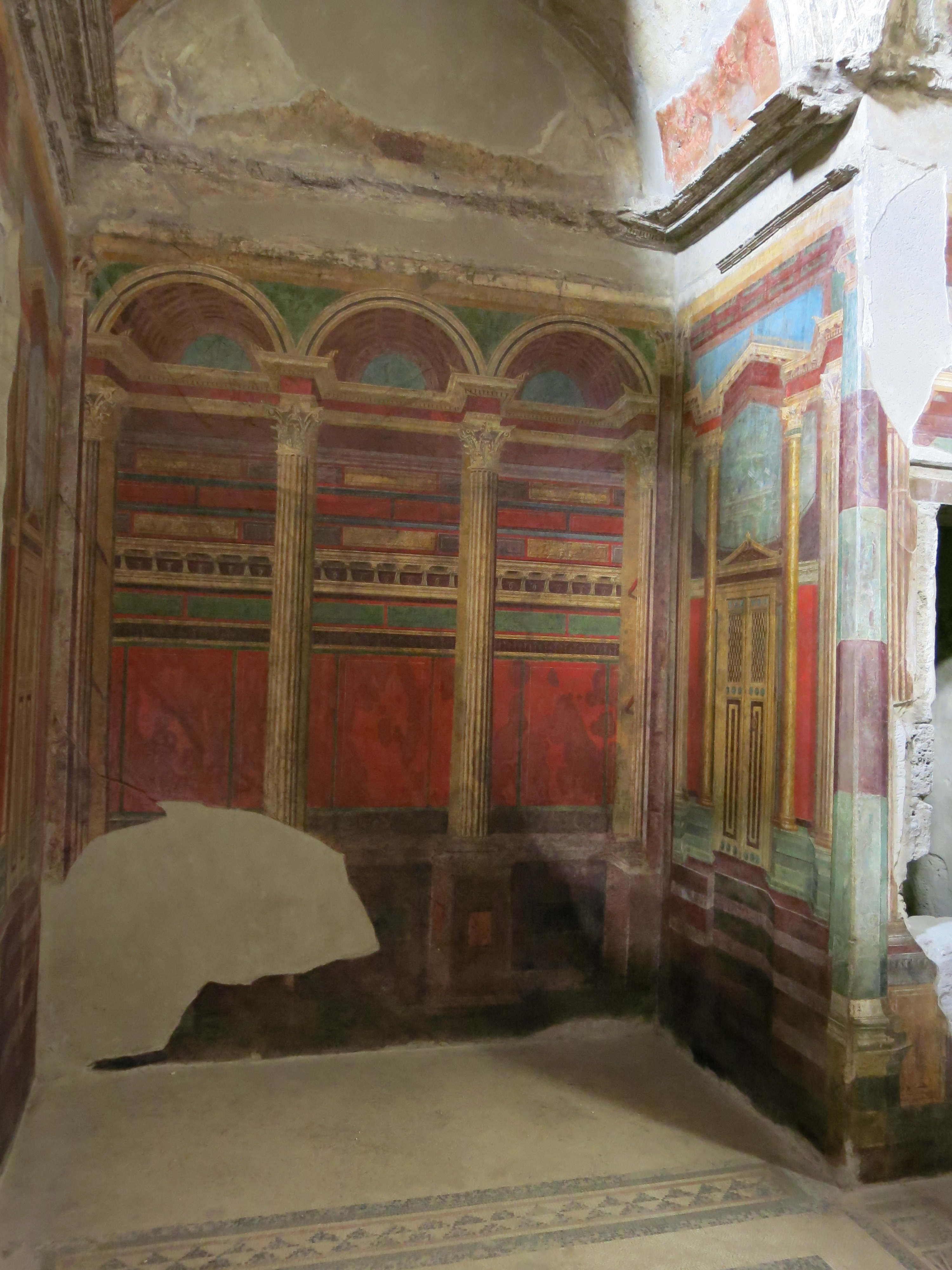
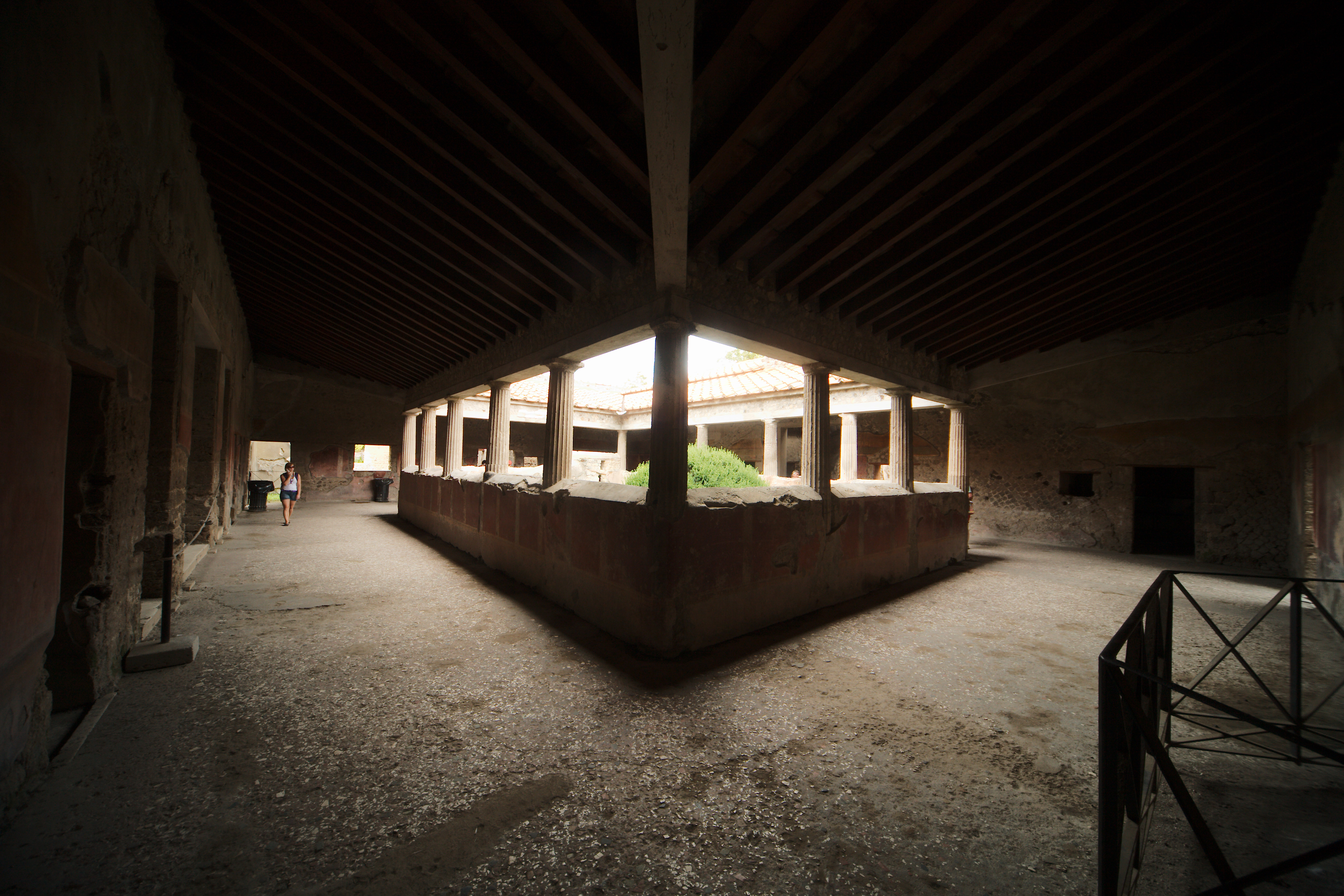
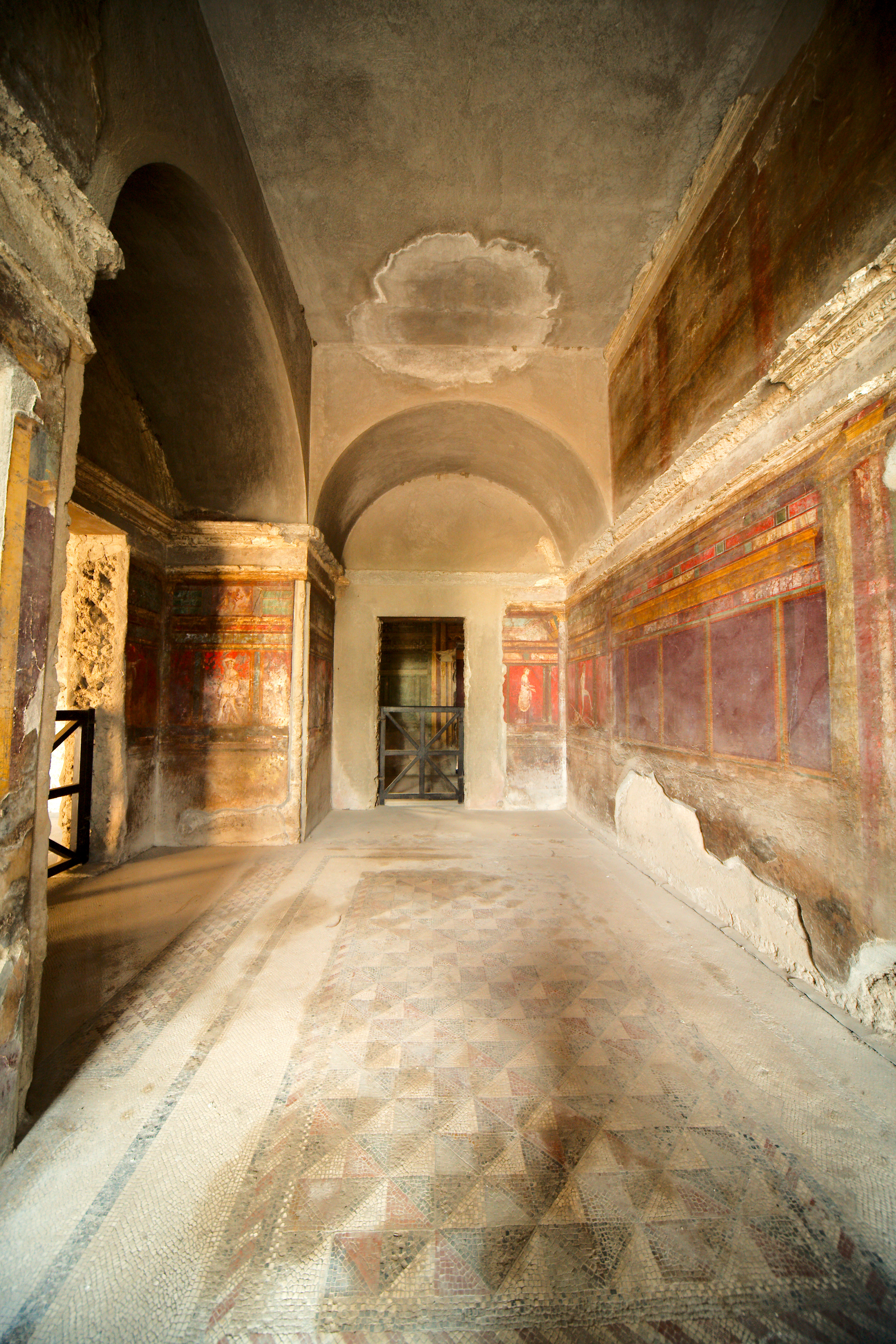
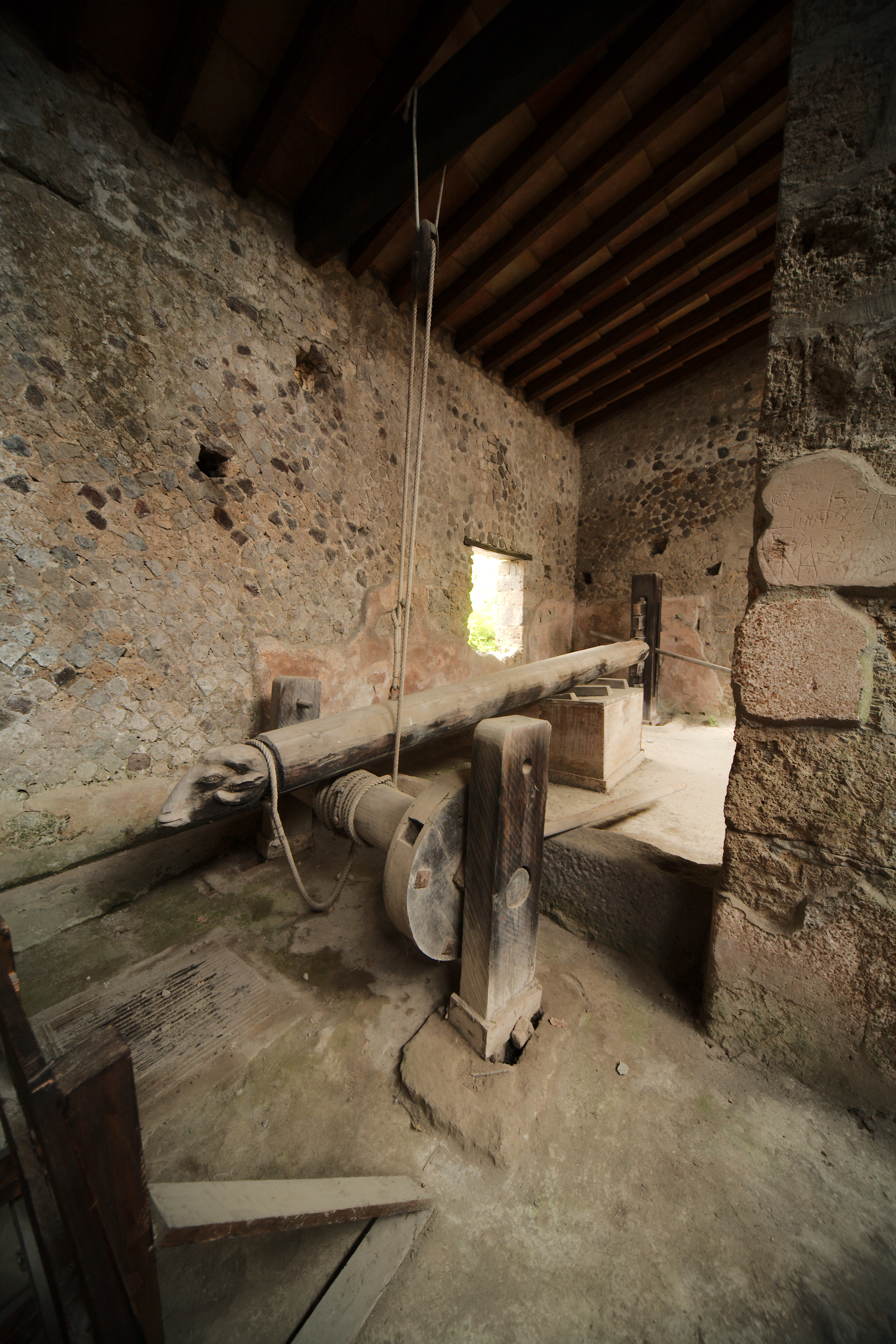
Pressoir

## Fresques

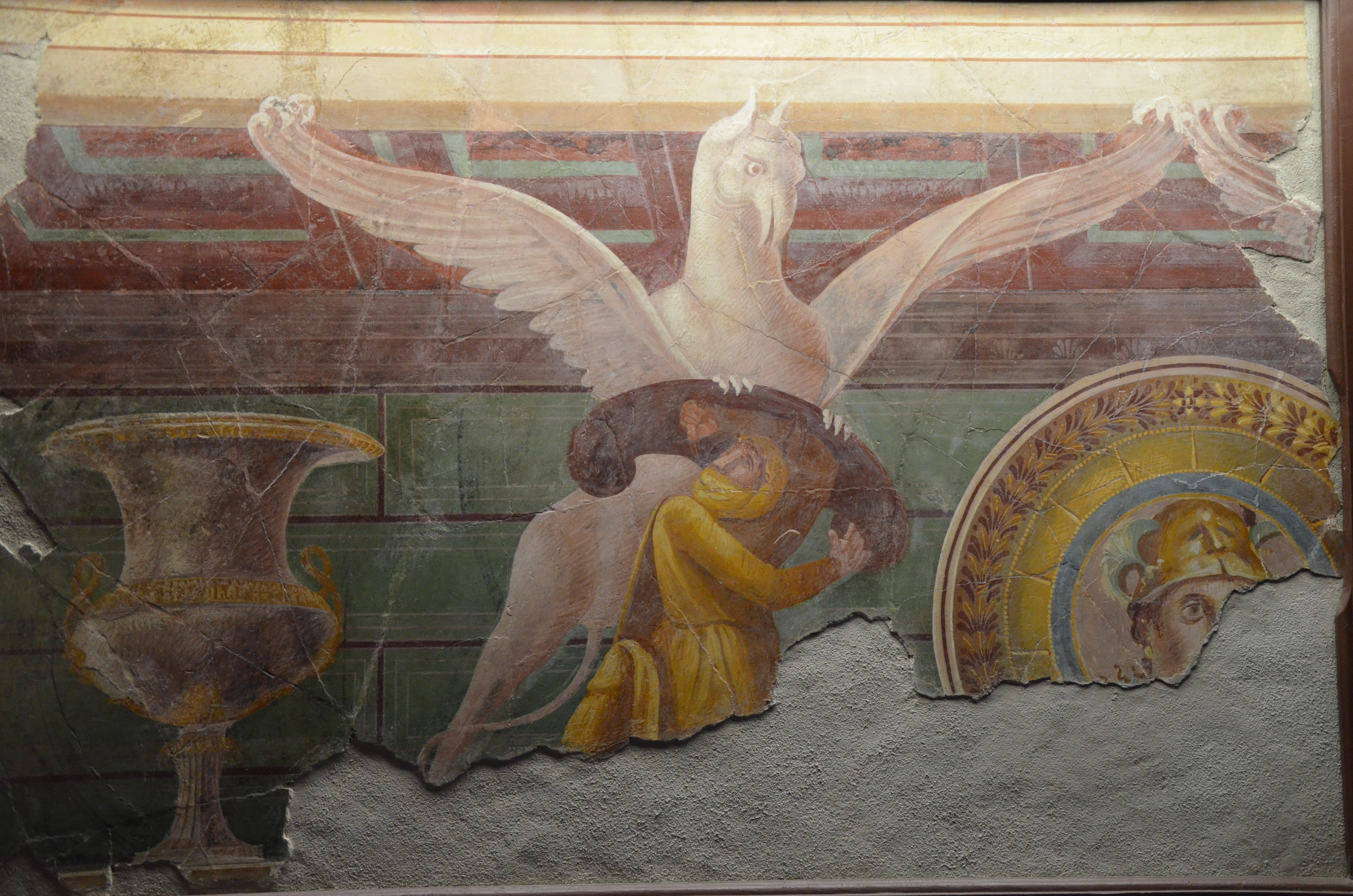
Fresque du deuxième style représentant le combat d'un arimaspe et d'un griffon.

Les décorations pariétales se différencient selon les périodes historiques pendant lesquelles elles ont été réalisées : le tablinum est peint de fresques sur fond noir avec des décorations de style égyptien, typiques des troisième et quatrième style, tandis que qu'autres fresques du deuxième style furent maintenues pendant les agrandissements ultérieurs, comme dans le cubiculum, où des scènes du mythe de Dionysos sont représentées ainsi que dans la salle 5 qui constitue un des meilleurs exemples de ce style. La salle 5 n'est probablement pas un triclinium (salle à manger) mais sûrement une sorte de "salon privé", une diaeta, car le thème (culte à mystères) relève du privé, et ne convient pas à n'importe quel œil non initié. La fresque était plutôt destinée à être vue par un cercle restreint, dans un appartement privé (qui d'ailleurs donne directement sur une chambre à coucher à gauche). Il s'agit d'une représentation du Ier siècle, œuvre d'un artiste local anonyme, présente sur tous les murs de la pièce, constituée de personnages peints en grandeur naturelle, en faisant appel à un format appelée mégalographie, vivement inspirée de la peinture grecque. Le sujet et le sens de la fresque restent incertains : il s'agit d'une série de dix séquences qui pourraient représenter un spectacle de mimes ou les préparatifs pour un mariage ou bien encore les préparatifs d'un rite : d'après certains chercheurs, ce rite pourrait être celui de l'initiation d'une épouse au dieu Dionysos. De son côté Paul Veyne constate que l'accumulation des détails correspond à un pastos, une peinture matrimoniale qui présente les stéréotypes dionysiaques de l'iconographie conventionnelle. Selon ce dernier, la fresque représente simplement les préparatifs d'un riche mariage et les festivités qui l'accompagnent.
Selon l'interprétation la plus courante, qui voudrait que les fresques représentent une initiation au culte de Bacchus, on aurait ainsi, en partant du nord, une première scène représentant une femme qui se coiffe, entourée par des amours qui soutiennent des miroirs. Suit une figure assise sur un trône qui pourrait être soit la matrone contrôlant les différentes phases du rite, soit l'initiée repensant aux différentes étapes du rite. La troisième scène est celle du catechesi représentant la mariée, couverte d'un voile sur la partie gauche de la tête, au centre une prêtresse avec aux pieds un enfant qui, placé à droite de la mariée, lit les textes sacrés qu'elle porte entre ses mains. Suit la scène de l'agapé : une prêtresse assise vue de dos verse du vin sur une branche de myrte, entourée de deux assistants et d'un silène qui joue de la lyre.
Dans la quatrième scène le personnage en premier plan est un silène (dieu rustique de la forêt, de l’ivresse et de la vinification, compagnon de Dionysos). Son regard est rivé vers la scène VI ( la scène qui précède celle-ci) dans laquelle une femme regarde vers lui et semble effrayée sûrement par le masque effrayant tenu par un des satyres en arrière-plan. Un autre satyre regarde dans le vase que tient le silène, ici la signification de cette action est disputée, voit-il du vin ? Est-ce un culte divin lié au vin ?  La cinquième scène représente un satyre femelle qui allaite un cabri, accompagnée par un satyre mâle qui joue de la flûte. La mariée (ou l'initiée), effrayée par le masque de la paroi suivante (son regard se porte vers celui-ci), tâche de se protéger s'enveloppant dans un manteau. La scène suivante, la plus abîmée de la série, représente Dionysos entre les bras de Sémélé. La huitième fresque est celle du linkenon et du phallus, où la jeune initiée est déchaussée et recouverte pour moitié d'un manteau, dans l'acte de découvrir un phallus ou un olisbos, symbole de fertilité. Contrairement à ce que l'on y a longtemps vu, l'avant-dernière séquence n'est pas une scène de flagellation, comme le démontre l'article de Robert Turcan de 1995 « Pour en finir avec la femme fouettée ». La dixième et dernière scène représente la fin du cycle, avec une Ménade qui danse, accompagnée par un ministre du culte, en jouant des crotales (cymbales antiques).

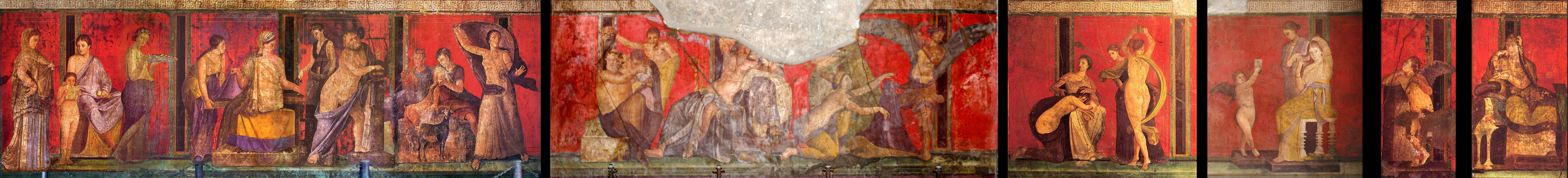
Ensemble des dix scènes dites « des mystères ».

## Statue de Livie

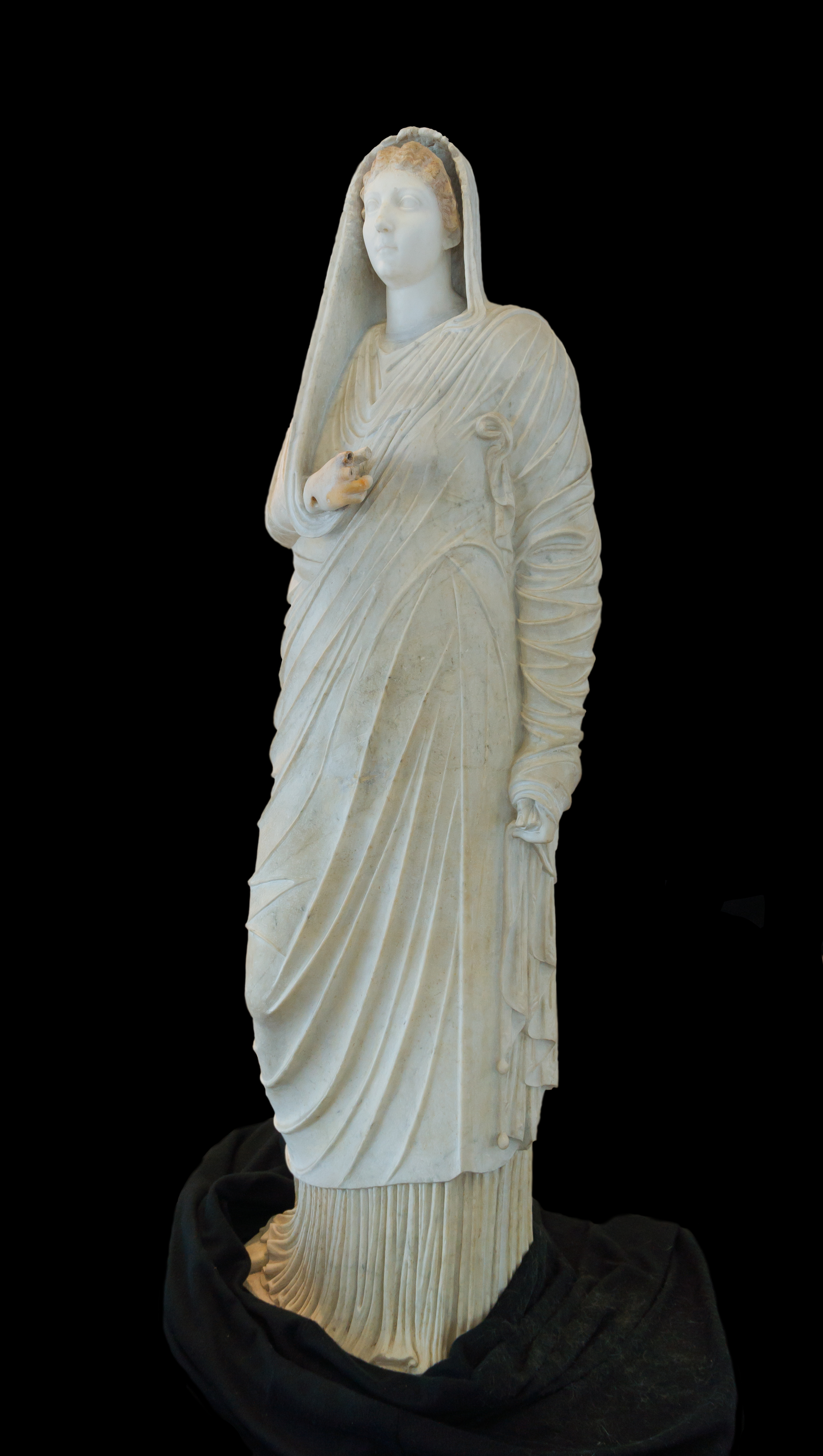
Livie : marbre de « style tibérien ».

La statue de Livie est découverte lors de la fouille de 1929 au niveau du mur nord du grand péristyle. Amedeo Maiuri note que la statue est composée de deux parties : la première, le corps, en marbre de Luni, date du règne d'Auguste ; la seconde, la tête, en fin marbre blanc, de celui de Tibère. L'identification initiale à Livie fait un temps débat et l'hypothèse qu'elle représenterait une membre des Istacidii, propriétaires originels de la villa, est notamment avancée, avant que le consensus se fasse autour de Livie. Selon G. Scarpati, le visage de la sculpture, proche de celui de la statue assise de Livie, laisse penser que la tête a pu représenter initialement une membre de la famille propriétaire avant d'être resculptée pour honorer la dynastie impériale.
Elle porte une palla, se tenant droite, le bras gauche le long du corps, le droit replié dans les plis de son manteau, dans un style typique de l'époque augustéenne, quoique moins commun que celui de Pudicitia. L'espace brut entre la tête et le voile laisse penser que la statue devait porter un diadème à cet emplacement.
La sculpture est actuellement conservée à l'Antiquarium di Boscoreale.